# Jackson Babingui
Jackson Babingui est un auteur-compositeur de la République du Congo né le 19 avril 1967. Il est surtout connu pour son album « Tribute to Jacques Loubelo » sorti en 2018,.

## Carrière
Jackson Babingui est poly-instrumentiste, débutant dans le gospel gagnant un prix du meilleur groupe au Festival de Gospel à Brazzaville aux côtés de Marcel Boungou, ensuite il se produit en solo à partir de 2007 et se voit alors être l’invité dans quelques émissions « À l'affiche » pour avoir rendu hommage à Jacques Loubelo,,
En 2018, Jackson Babingui, l’artiste engagé, s'impose par ses dénonciations sur les violences politiques au Congo pour faire annuler l'organisation du Fespam, 11è édition. En cette même année, un cocktail littérature-musique en association avec Mabanckou, le place haut sur la scène internationale francophone du Tarmac à Paris.

## Discographie

### Albums
- 2004: Tatamana
- 2009: Wa[8]
- 2012: Bizaleli[9]
- 2018: Tribute to Jacques Loubelo[10]

### Singles
- 2010 : Rumbissimo[8]